# Морпіхи
Морпіхи (англ. Jarhead)  — військова драма  2005 року.

## Сюжет
У 1990 р. американські війська висадились в Кувейті — це була найперша іракська кампанія. Для молодих піхотинців вона тривала багато місяців i закінчилась чотирма бойовими днями без жодного пострілу. Ця війна залишилась в житті кожного з них назавжди. Головний герой — хлопець, який думав, що морська піхота врятує його від "нормального" життя..

## В ролях
| Актор            | Роль                           |
| ---------------- | ------------------------------ |
| Джейк Джилленгол | Капрал Ентоні «Суофф» Суоффорд |
| Пітер Сарсґаард  | Капрал Алан Трой               |
| Джеймі Фокс      | Штаб-сержант Сайкс             |
| Лукас Блек       | капрал Кріс Крюгер             |
| Брайан Джераті   | Рядовий Фергус О’Доннелл       |
| Лаз Алонсо       | капрал Рамон Ескобар           |
| Джейкоб Варгас   | Хуан Кортез                    |
| Еван Джонс       | Рядовий Дейв Фоулер            |
| Скотт Макдональд | Ді Ай Фітч                     |
| Деннис Хэйсберт  | Майор Лінкольн                 |
| Кріс Купер       | полковник Казінскі             |
| Джон Кразінські  | Капрал Харріган                |